# Ednör – L'Attaque
Ednör – L'Attaque (eerder Serial Thriller) is een stalen omgekeerde achtbaan in attractiepark La Ronde. De baan is gebouwd door Vekoma en is een standaard model omgekeerde achtbaan. De achtbaan werd voor het eerst geopend op 29 mei 1999 in Six Flags Astroworld. De baan verving de populaire Excalibur-achtbaan. De achtbaan was ook de laatste nieuwe achtbaan van Six Flags Astroworld, de baan sloot samen met het park op 30 oktober 2005.

## Verplaatsing
Toen Six Flags Astroworld zijn deuren in 2005 sloot werd de achtbaan verplaatst naar The Great Escape & Splashwater Kingdom. Hier lag de achtbaan tot 2009 in de opslag. In 2010 werd de achtbaan geopend in het Canadese attractiepark La Ronde.